# Polyeder

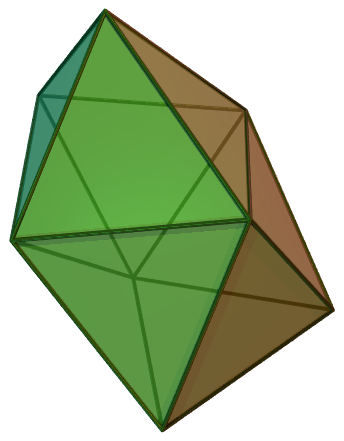
Das Trigondodekaeder, ein Polyeder, das ausschließlich von 12 regelmäßigen Dreiecken begrenzt ist, die 18 Kanten bilden und die in 8 Ecken zusammenlaufen

Ein Polyeder (IPA: [poliˈʔeːdɐ], anhörenⓘ; auch Vielflächner oder Vielflach; von altgriechisch πολύεδρος polýedros, deutsch ‚vielsitzig, vieleckig‘) ist ein dreidimensionaler Körper, der ausschließlich von ebenen Flächen begrenzt wird.
Das Analogon im Zweidimensionalen ist das Polygon.
Beispiele sind der Würfel als beschränktes Polyeder und ein Oktant eines dreidimensionalen Koordinatensystems als unbeschränktes Polyeder.

## Eigenschaften
Polyeder weisen neben planaren Flächen auch ausschließlich geradlinige Kanten auf, da sich planare Flächen als Teilmenge von Ebenen nur in Geraden schneiden.
Polyeder weisen folgende Eigenschaften auf:
Topologie
- Anzahl und Art der Seitenflächen
- Lage der Seitenflächen zueinander
- Anzahl und Länge der Kanten
- Anzahl der Ecken
- Anzahl der Flächen/Kanten in jeder Ecke

Größen
- Volumen (wenn jede Fläche eine eindeutige Orientierung hat)
- Oberflächeninhalt
- Gesamtlänge der Kanten

Einige Polyeder haben außerdem Symmetrieeigenschaften, zum Beispiel
- Drehsymmetrie
- Achsensymmetrie
- Punktsymmetrie

Die platonischen Körper definieren außerdem Symmetriegruppen, nämlich die Tetraedergruppe, die Oktaedergruppe und die Ikosaedergruppe.

## Konstruktion
Konstruiert werden können Polyeder sowohl auf Basis ihrer Eckpunkte als auch ihrer planaren Flächen.

### Konstruktion aus ihren Eckpunkten
Konstruieren lassen sich Polyeder, indem mindestens vier Punkte (die nicht in einer Ebene liegen) durch Kanten miteinander verbunden werden. Die Eckenanzahl der entstehenden Begrenzungsflächen ist davon abhängig, wie viele Punkte jeweils in dieser Ebene liegen. Da drei Punkte je eine Ebene aufspannen, entstehen mindestens Dreiecke.
Liegen vier oder mehr Punkte „geschickt“ in einer Ebene, entstehen als Begrenzungsflächen Vier- oder Mehrecke.

### Konstruktion aus ihren Flächen
Konstruieren lassen sich Polyeder, indem der Raum durch mindestens vier Ebenen geteilt wird. Die Anzahl der notwendigen Ebenen ist die Anzahl der Flächen {\displaystyle F} des Polyeders. Schnittpunkte zweier Ebenen bilden die Kanten des Polyeders (Anzahl {\displaystyle K}), die Schnittpunkte dreier oder mehrerer Ebenen die Eckpunkte (Anzahl {\displaystyle E}). Damit sich in einer Ecke mehr als drei Ebenen bzw. Flächen treffen, müssen sich „geschickt“ mehr als drei Ebenen in einem Punkt treffen.

## Besondere Polyeder
Polyeder, wie sie uns im Alltag begegnen bzw. wie man sie von der Schulmathematik her kennt (vgl. vorhergehender Abschnitt), sind dreidimensional und beschränkt, also – im Sinne der Topologie – kompakte Teilmengen des dreidimensionalen euklidischen Raums. Sie zählen damit zu den geometrischen Körpern. Ein Polyeder heißt dabei dreidimensional, wenn es in keiner Ebene vollständig enthalten ist. Ein Polyeder heißt beschränkt, wenn es eine Kugel gibt, in der es vollständig enthalten ist. Unbeschränkte Polyeder mit nur einer Ecke werden Polyederkegel genannt. Dazu zählen etwa die Trieder (englisch trihedron).

### Konvexe Polyeder

Das Dodekaeder, ein platonischer Körper

Häufig sind dreidimensionale Polyeder zudem konvex. Ein Polyeder heißt konvex, wenn für je zwei Punkte des Polyeders die Verbindungsstrecke zwischen diesen Punkten vollständig im Polyeder liegt. Zum Beispiel ist das nebenstehende Dodekaeder konvex. Ein Beispiel eines nicht-konvexen Polyeders ist das unten gezeigte toroidale Polyeder.

### Reguläre Polyeder, platonische, archimedische, catalanische und Johnson-Körper
Polyeder können nach verschiedenen Arten von Regelmäßigkeiten klassifiziert werden. Die wichtigsten sind:
1. Alle Seitenflächen sind regelmäßige Vielecke.
2. Alle Seitenflächen sind kongruent (deckungsgleich).
3. Alle Ecken sind gleichartig, das heißt, für je zwei Ecken {\displaystyle P,Q} kann man das Polyeder so drehen oder spiegeln, dass {\displaystyle P} in {\displaystyle Q} überführt wird und das neue Polyeder mit dem ursprünglichen zur Deckung kommt.
4. Alle Winkel zwischen benachbarten Flächen (Diederwinkel) sind gleich.

| Klassifizierung                          | Anzahl                      | 1.                                    | 2.                                    | 3.                                    | 4.                                    | konvex                                | Bemerkungen |
| ---------------------------------------- | --------------------------- | ------------------------------------- | ------------------------------------- | ------------------------------------- | ------------------------------------- | ------------------------------------- | --- |
| platonische Körper                       | 005                         | Grünes Häkchensymbol für ja           | Grünes Häkchensymbol für ja           | Grünes Häkchensymbol für ja           | Grünes Häkchensymbol für ja           | Grünes Häkchensymbol für ja           | jeweils dual zu einem platonischen Körper                                                                             |
| Kepler-Poinsot-Körper                    | 004                         | Grünes Häkchensymbol für ja           | Grünes Häkchensymbol für ja           | Grünes Häkchensymbol für ja           | Grünes Häkchensymbol für ja           | Rotes X oder Kreuzchensymbol für nein | jeweils dual zu einem Kepler-Poinsot-Körper                                                                           |
| reguläre Polyeder                        | 009                         | Grünes Häkchensymbol für ja           | Grünes Häkchensymbol für ja           | Grünes Häkchensymbol für ja           | Grünes Häkchensymbol für ja           | –                                     | gemeinsame Definition für platonische Körper und Kepler-Poinsot-Körper                                                |
| archimedische Körper                     | 013                         | Grünes Häkchensymbol für ja           | Rotes X oder Kreuzchensymbol für nein | Grünes Häkchensymbol für ja           | Rotes X oder Kreuzchensymbol für nein | Grünes Häkchensymbol für ja           | jeweils dual zu einem catalanischen Körper                                                                            |
| catalanische Körper                      | 013                         | Rotes X oder Kreuzchensymbol für nein | Grünes Häkchensymbol für ja           | Rotes X oder Kreuzchensymbol für nein | Grünes Häkchensymbol für ja           | Grünes Häkchensymbol für ja           | jeweils dual zu einem archimedischen Körper                                                                           |
| reguläre Prismen geeigneter Höhe         | {\displaystyle \ \ \infty } | Grünes Häkchensymbol für ja           | Rotes X oder Kreuzchensymbol für nein | Grünes Häkchensymbol für ja           | Rotes X oder Kreuzchensymbol für nein | Grünes Häkchensymbol für ja           | die Seitenflächen sind 2 reguläre n-Ecke und n Quadrate, Ausschlusskriterium für archimedische Körper                 |
| reguläre Antiprismen geeigneter Höhe     | {\displaystyle \ \ \infty } | Grünes Häkchensymbol für ja           | Rotes X oder Kreuzchensymbol für nein | Grünes Häkchensymbol für ja           | Rotes X oder Kreuzchensymbol für nein | Grünes Häkchensymbol für ja           | die Seitenflächen sind 2 reguläre n-Ecke und 2·n gleichseitige Dreiecke, Ausschlusskriterium für archimedische Körper |
| reguläre Doppelpyramiden geeigneter Höhe | {\displaystyle \ \ \infty } | Rotes X oder Kreuzchensymbol für nein | Grünes Häkchensymbol für ja           | Rotes X oder Kreuzchensymbol für nein | Grünes Häkchensymbol für ja           | Grünes Häkchensymbol für ja           | die Seitenflächen sind 2·n gleichschenklige Dreiecke, Ausschlusskriterium für catalanische Körper                     |
| reguläre Trapezoeder geeigneter Höhe     | {\displaystyle \ \ \infty } | Rotes X oder Kreuzchensymbol für nein | Grünes Häkchensymbol für ja           | Rotes X oder Kreuzchensymbol für nein | Grünes Häkchensymbol für ja           | Grünes Häkchensymbol für ja           | die Seitenflächen sind 2·n Drachenvierecke, Ausschlusskriterium für catalanische Körper                               |
| Johnson-Körper                           | 092                         | Grünes Häkchensymbol für ja           | Rotes X oder Kreuzchensymbol für nein | Rotes X oder Kreuzchensymbol für nein | Rotes X oder Kreuzchensymbol für nein | Grünes Häkchensymbol für ja           | alle Seitenflächen sind reguläre Polygone                                                                             |

### Orthogonale Polyeder
Die Flächen eines orthogonalen Polyeders treffen sich im rechten Winkel. Seine Kanten verlaufen parallel zu den Achsen eines kartesischen Koordinatensystems. Mit Ausnahme des Quaders sind orthogonale Polyeder nicht konvex. Sie erweitern die zweidimensionalen orthogonalen Polygone in die dritte Dimension. Orthogonale Polyeder kommen in der algorithmischen Geometrie zum Einsatz. Dort bietet ihre eingeschränkte Struktur Vorteile beim Bewältigen ansonsten ungelöster Probleme (beliebiger Polyeder). Ein Beispiel ist das Entfalten der Polyederflächen in ein polygonales Netz.

### Chirale Polyeder
Chirale Polyeder sind Vielflächner, die topologisch nicht mit ihrem Spiegelbild übereinstimmen. Beispiele in drei Dimensionen sind der  abgeschrägte Würfel und das schiefe Dekaeder. Sie weisen Händigkeit auf, das heißt, sie besitzen eine rechtshändige und eine linkshändige Variante, die durch Spiegelung aufeinander abgebildet werden können.

### Apeiroeder

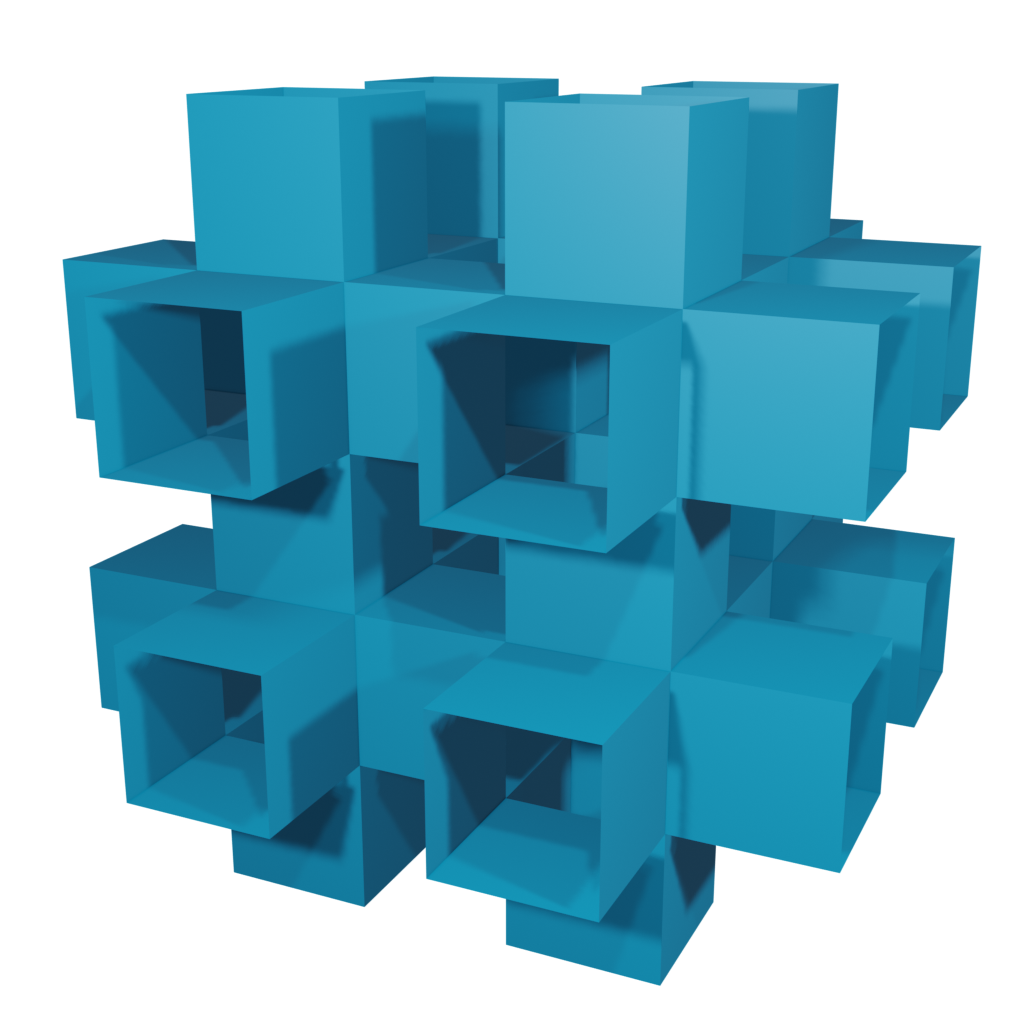
Ein reguläres Apeiroeder, das Mucube

Apeiroeder sind unbeschränkte Polyeder mit sich wiederholenden Strukturen.

## Polyeder im Alltag

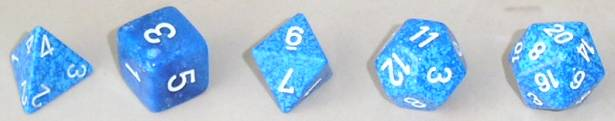
Die meisten Spielwürfel sind polyederförmig.

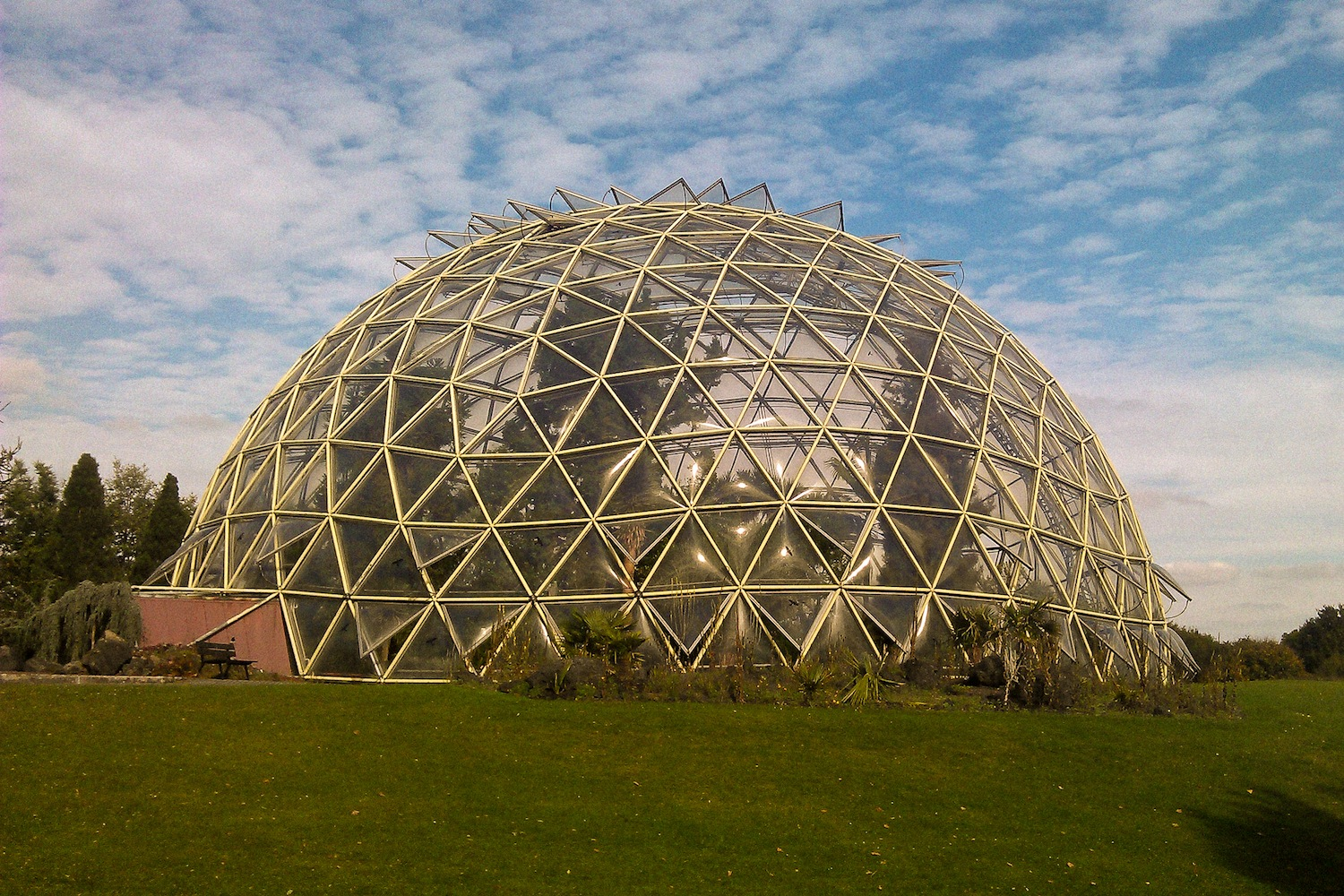
Kuppelgewächshaus im Botanischen Garten Düsseldorf

Beispiele für Polyeder aus dem Alltag – verstanden als geometrische Körper – sind in ihrer üblichen Bauweise – Schränke, Pyramiden, Häuser, Kristalle, Spielwürfel und Geodätische Kuppeln. Keine Polyeder sind hingegen Kugeln, Kegel, Flaschen, Tortenstücke, da sie gekrümmte Randflächen besitzen.

## Eulerscher Polyedersatz und Euler-Charakteristik
Für konvexe und beschränkte Polyeder gilt der eulersche Polyedersatz:
{\displaystyle E-K+F=2}
Dabei ist {\displaystyle E} die Anzahl der Ecken, {\displaystyle K} die Anzahl der Kanten und {\displaystyle F} die Anzahl der Flächen.

Ein toroidales Polyeder, zusammengesetzt aus 48 gleichseitigen Dreiecken

Für zusammenhängende Polyeder gilt allgemein
{\displaystyle E-K+F=\chi }
mit der Euler-Charakteristik {\displaystyle \chi }. Für einen Torus zum Beispiel ist {\displaystyle \chi =0}. Das rechts abgebildete Polyeder ist ein Beispiel dafür. Es hat 24 Ecken, 72 Kanten und 48 Flächen: {\displaystyle E-K+F=24-72+48=0}.
Für alle Polyeder ist die Anzahl der Flächen mit ungerader Eckenanzahl (die jeweils gleich der Anzahl der Kanten ist) gerade. Das folgt daraus, dass die Summe der Anzahl der Kanten aller Seitenflächen gerade ist, weil diese Summe die doppelte Anzahl der Kanten des Polyeders ist.
Außerdem ist für alle Polyeder die Anzahl der Ecken, wo eine ungerade Anzahl von Flächen (die jeweils gleich der Anzahl der Kanten ist) zusammentrifft, gerade. Das folgt daraus, dass die Summe der Anzahl der Kanten, die an den Ecken zusammentreffen, gerade ist, weil diese Summe die doppelte Anzahl der Kanten des Polyeders ist.
Für jedes konvexe Polyeder gilt die Ungleichung {\displaystyle 2\cdot K\geq 3\cdot F}, weil jede Fläche benachbart zu mindestens 3 Kanten ist und jede Kante genau 2 Flächen begrenzt. Daraus und aus der Gleichung {\displaystyle E-K+F=2} (Eulerscher Polyedersatz) folgt {\displaystyle E\geq {\frac {F}{2}}+2=\left\lfloor {\frac {F+5}{2}}\right\rfloor }. Außerdem gilt {\displaystyle 2\cdot K\geq 3\cdot E}, weil in jeder Ecke mindestens 3 Kanten zusammentreffen und zu jeder Kante genau 2 Ecken gehören. Daraus und aus dem eulerschen Polyedersatz folgt {\displaystyle E\leq 2\cdot F-4}.
Ein konvexes Polyeder mit {\displaystyle F} Flächen hat also mindestens {\displaystyle \left\lfloor {\frac {F+5}{2}}\right\rfloor } und höchstens {\displaystyle 2\cdot F-4} Ecken. Daraus folgt außerdem, dass ein Polyeder mit {\displaystyle E} Ecken mindestens {\displaystyle \left\lfloor {\frac {E+5}{2}}\right\rfloor } und maximal {\displaystyle 2\cdot E-4} Flächen hat.

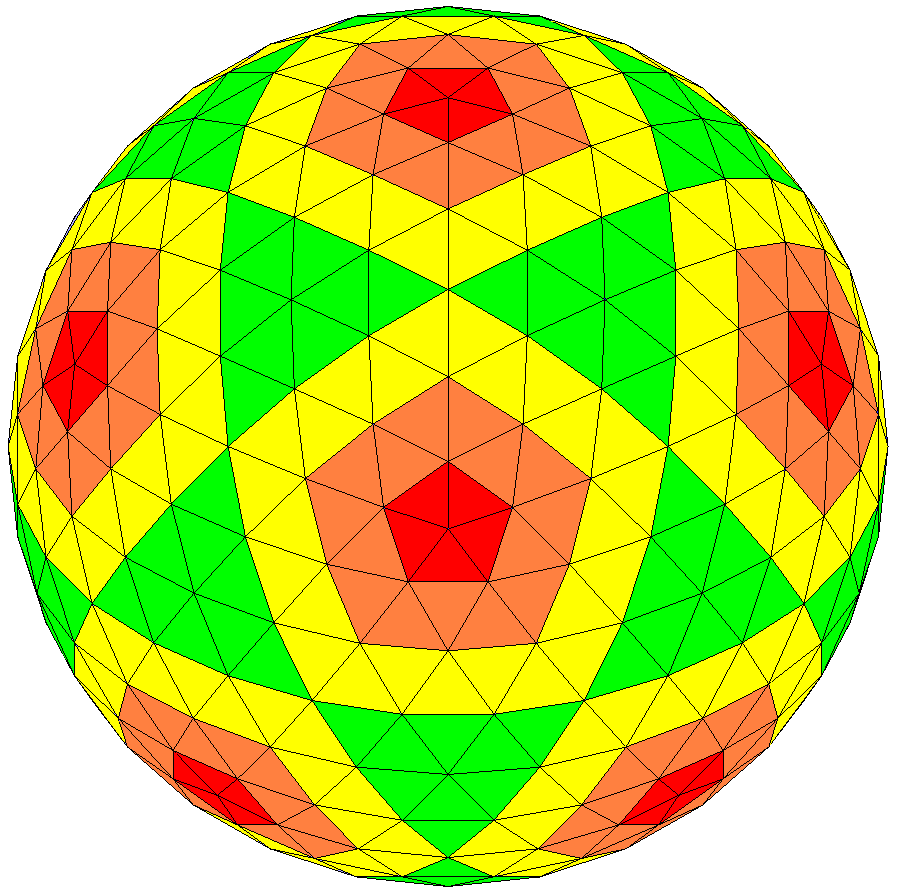
Ein Geodätisches Polyeder: minimale Anzahl von Ecken bei gegebener Anzahl von Flächen

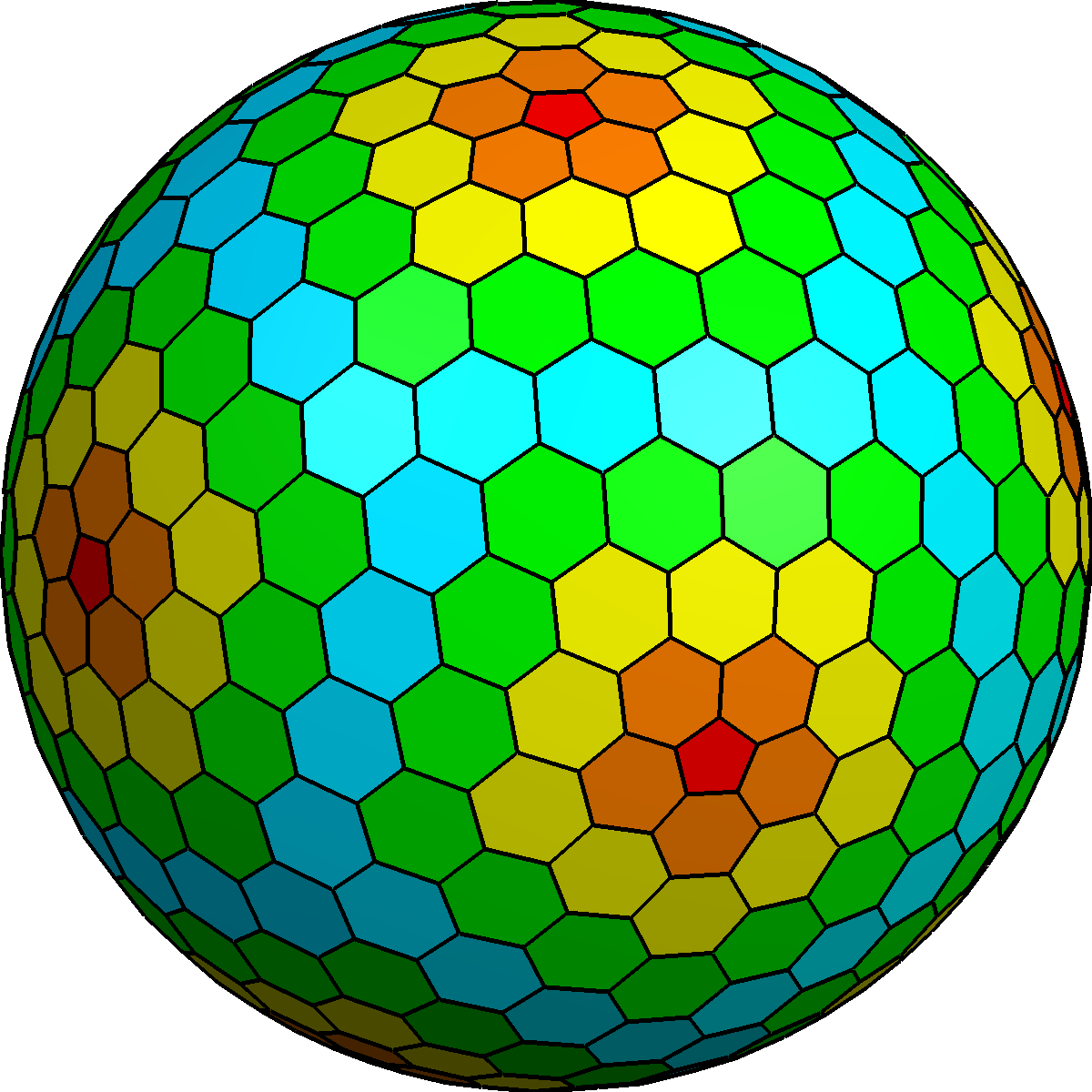
Ein Goldberg-Polyeder: maximale Anzahl von Ecken bei gegebener Anzahl von Flächen

Bei gegebener Anzahl von Flächen wird die minimale Anzahl von Ecken erreicht, wenn das Polyeder bei gerader Flächenzahl nur von Dreiecksflächen, bei ungerader Flächenzahl von einem Viereck und Dreiecken begrenzt wird. Das ist unter anderem beim Tetraeder, beim Oktaeder, beim Ikosaeder, bei den Deltaedern, bei einigen catalanischen Körpern und bei allen Doppelpyramiden der Fall. Weitere Beispiele sind die geodätischen Polyeder.
Bei gegebener Anzahl von Flächen wird stattdessen die maximale Anzahl von Ecken erreicht, wenn sich in jeder Ecken immer nur 3 Flächen und 3 Kanten treffen. Das ist unter anderem beim Tetraeder, beim Würfel, beim Dodekaeder, bei einigen archimedischen Körpern und bei allen Prismen der Fall. Weitere Beispiele sind die Goldberg-Polyeder.
Diese Polyeder weisen für eine gegebene Anzahl von Flächen (oder Ecken) auch jeweils das Minimum oder das Maximum an Kanten auf.

## Beispiele für Polyeder mit einer bestimmten Flächenzahl
Polyeder werden nur in Ausnahmefällen (im Allgemeinen der Körper mit maximaler Symmetrie, die platonischen Körper) nach der Anzahl der begrenzenden Flächen klassifiziert.
So versteht man unter Oktaeder (3,3,3,3,3,3,3,3) eher einen platonischen Körper als einen Zylinder mit sechsseitiger Grundfläche (6,6,4,4,4,4,4,4).
Die Anzahl von Polyedern mit verschiedenen Topologien bei gegebener Seitenanzahl wächst überexponential mit der Seitenanzahl.
- Ein Tetraeder ist eindeutig.
- Ein Pentaeder ist eine fünfseitige Pyramide oder ein dreiseitiges Prisma.
- Bei Hexaedern gibt es schon 7 konvexe und 4 konkave Polyeder.
- Bei Oktaedern gibt es schon 257 konvexe Polyeder, hinzu kommt noch eine größere Zahl an konkaven Polyedern.
- Bei Dodekaedern gibt es schon mehr als 6 Millionen konvexe Polyeder, bei Tetradekaedern wird schon die Milliarde erreicht.

Der Name eines Polyeders weist im Allgemeinen auf dessen Verwandtschaft und dessen Konstruktionsprinzip hin, manchmal auch auf Gegenstände des alltäglichen Lebens.
Polyeder, deren Name „-dekaeder“ enden, brauchen nicht einmal 12 Flächen zu haben (Ausgehöhltes Dodekaeder mit 20 Flächen), teilweise gibt es nur in der Konstruktionskette Zwölfflächner oder Polyeder, die von einer bestimmten Polygonart 12 Flächen haben (Rhombenikosidodekaeder mit 62 Flächen).
| 04 | Tetraeder          | 0...6    | 0...4    | Dreieckpyramide                            |  | 006 | 04 |
| 05 | Pentaeder          | 08...9   | 05...6   | Quadratpyramide                            |  | 008 | 05 |
| 06 | Hexaeder           | 09...12  | 05...8   | Würfel                                     |  | 012 | 08 |
| 07 | Heptaeder          | 11...15  | 06...10  | verlängerte Dreieckpyramide                |  | 012 | 07 |
| 08 | Oktaeder           | 12...18  | 06...12  | regelm. Oktaeder                           |  | 12  | 06 |
| 08 | Oktaeder           | 12...18  | 06...12  | Tetraederstumpf                            |  | 18  | 12 |
| 08 | Oktaeder           | 12...18  | 06...12  | Rhomboederstumpf                           |  | 018 | 12 |
| 09 | Enneaeder          | 14...21  | 07...14  | verlängerte Quadratpyramide                |  | 016 | 09 |
| 10 | Dekaeder           | 15...24  | 07...16  | Fünfeck-Bipyramide                         |  | 015 | 07 |
| 10 | Dekaeder           | 15...24  | 07...16  | pentagonales Trapezoeder                   |  | 20  | 12 |
| 11 | Hendekaeder        | 17...27  | 08...18  | ?                                          |  | 020 | 11 |
| 12 | Dodekaeder         | 18...30  | 08...20  | regelmäßiges Dodekaeder                    |  | 030 | 20 |
| 13 | Tridekaeder        |          | 09...22  | verdreht verlängerte Quadratpyramide       |  | 020 | 09 |
| 14 | Tetradekaeder      |          | 09...24  | Disheptaeder                               |  | 024 | 12 |
| 15 | Pentadekaeder      |          | 10...26  | verlängerte Fünfecks- Bipyramide           |  | 025 | 12 |
| 16 | Hexadekaeder       |          | 10...28  | zweifach erweitertes Antiprisma            |  | 024 | 10 |
| 17 | Heptadekaeder      |          | 11...30  | erweiterte Sphenocorona                    |  | 026 | 11 |
| 18 | Oktadekaeder       |          | 11...32  | Quadratdoppelkuppel                        |  | 032 | 16 |
| 20 | Ikosaeder          |          | 12...36  | regelmäßiges Ikosaeder                     |  | 030 | 12 |
| 22 | Ikosidiploeder     |          | 13...40  | verlängerte Fünfeckskuppel                 |  | 045 | 25 |
| 24 | Ikositetra- eder   |          | 14...44  | Deltoidal- ikositetra- eder                |  | 048 | 26 |
| 30 | Triakontaeder      |          | 17...56  | doppelt erweitertes abgestumpftes Hexaeder |  | 060 | 32 |
| 32 | Triakontadiploeder | 48...90  | 18...60  | Ikosaederstumpf                            |  | 090 | 60 |
| 32 | Triakontadiploeder | 48...90  | 18...60  | Ikosidodekaeder                            |  | 60  | 30 |
| 32 | Triakontadiploeder | 48...90  | 18...60  | Dodekaederstumpf                           |  | 90  | 60 |
| 60 | Hexakontaeder      | 90...174 | 32...116 | Pentagonhexakontaeder                      |  | 150 | 92 |

## Dualität

Ein Würfel mit seinem Dual, dem Oktaeder

Für jedes konvexe Polyeder {\displaystyle P} existiert ein duales Polyeder {\displaystyle P'}. Das duale Polyeder {\displaystyle P'} hat genau eine Fläche für jede Ecke von {\displaystyle P}, und zwei Flächen von {\displaystyle P'} grenzen aneinander genau dann, wenn die entsprechenden Ecken von {\displaystyle P} durch eine Kante verbunden sind. Die Ecken von {\displaystyle P'} wiederum entsprechen genau den Flächen von {\displaystyle P}. Anders ausgedrückt: es gibt eine bijektive Zuordnung der Ecken des Polyeders {\displaystyle P} auf die Flächen des dualen Polyeders, so dass zwei Ecken von {\displaystyle P} genau dann benachbart sind, wenn die zugeordneten Flächen von {\displaystyle P'} aneinander grenzen. Entsprechend sind auch die Kanten des Polyeders {\displaystyle P} den Kanten des dualen Polyeders {\displaystyle P'} bijektiv zugeordnet. Ebenso gibt es eine Bijektion zwischen den Flächen von {\displaystyle P} und den Ecken von {\displaystyle P'}. Das Dual des Würfels ist beispielsweise der Oktaeder (siehe Abbildung): jeder Seitenfläche des Würfels, also jedem Quadrat, entspricht eine Ecke des Oktaeders (in der Abbildung ist die Ecke gerade der Mittelpunkt des Quadrats), und jeder Ecke des Würfels entspricht eine Seitenfläche des Oktaeders (die Ecke liegt genau senkrecht über dem Schwerpunkt dieses Dreiecks). Umgekehrt ist das Dual des Oktaeders wieder der Würfel.
Duale Polyeder existieren paarweise, und das Dual eines Duals ist wieder das ursprüngliche Polyeder ({\displaystyle (P')'=P}). Einige Polyeder sind selbst-dual, was bedeutet, dass das Dual des Polyeders mit dem ursprünglichen Polyeder kongruent ist. Solche Polyeder sind zum Beispiel das Tetraeder, die quadratische Pyramide und alle regelmäßigen Pyramiden.
Das Dual eines platonischen Körpers ist selbst ein platonischer Körper. Das Hexaeder ist dual zum Oktaeder und umgekehrt, das Dodekaeder ist dual zum Ikosaeder und umgekehrt und das Tetraeder ist dual zu sich selbst. Jeder der 13 archimedischen Körper ist dual zu einem der 13 catalanischen Körper und umgekehrt.
Abstrakte Polyeder haben auch Duale, die zusätzlich erfüllen, dass sie die gleiche Euler-Charakteristik und Orientierbarkeit wie das ursprüngliche Polyeder haben. Diese Form der Dualität beschreibt jedoch nicht die Form eines dualen Polyeders, sondern nur seine kombinatorische Struktur. Für einige Definitionen nichtkonvexer geometrischer Polyeder existieren Polyeder, deren abstrakte Duale unter derselben Definition nicht als geometrische Polyeder realisiert werden können.

## Verallgemeinerungen
Das Prinzip der Begrenzung des dreidimensionalen Raums durch ebene Flächen, also zweidimensionale Teile einer Ebene, lässt sich auf mehr als drei Dimensionen ausdehnen. Im Vierdimensionalen ist es das Polychor, allgemein das d-dimensionale Polytop. Vielfach wird neben dem Begriff des Polytops auch der Begriff „Polyeder“ für nicht notwendigerweise dreidimensionale Räume verwendet.
- Vor allem in der Topologie nennt man eine Teilmenge des {\displaystyle \mathbb {R} ^{n}} ein Polyeder, wenn sie triangulierbar ist, wenn sie also als Vereinigung der Simplexe eines simplizialen Komplexes {\displaystyle {\mathcal {K}}\subseteq 2^{\mathbb {R} ^{n}}} gebildet werden kann.[7][8] Das homöomorphe Bild eines solchen allgemeinen Polyeders bezeichnet man als krummes Polyeder und die Bilder der beteiligten Simplexe als krumme Simplexe.[9]
- In der linearen Optimierung ist ein (konvexes) Polyeder im {\displaystyle \mathbb {R} ^{n}} definiert als der Schnitt von endlich vielen Halbräumen.[10] Nach dieser Definition ist ein Polyeder nicht notwendigerweise beschränkt. Ein beschränktes nichtleeres Polyeder wird dann als Polytop bezeichnet. Nach dem Zerlegungssatz für konvexe Polyeder ist eine Teilmenge des {\displaystyle \mathbb {R} ^{n}} genau dann ein Polyeder, wenn sie sich als Summe eines konvexen Polytops und eines (konvexen) polyedrischen Kegels darstellen lässt.